# Turnus Herdonius
Turnus Herdonius est un citoyen et notable d'Aricie, ville du Latium, vivant à l'époque du dernier roi de Rome, Tarquin le Superbe, qui le fit mettre à mort par une ruse perfide.
Lors d'une assemblée des villes du Latium, convoquée par Tarquin dans le bois sacré de la déesse Ferentina, près de Ferentium, au sud de Rome, Turnus Herdonius prit la parole et reprocha violemment à Tarquin d'avoir fait attendre les députés des villes latines toute une journée. Tarquin résolut de se débarrasser de Turnus mais, comme il ne pouvait le faire ouvertement, il imagina une ruse pour le perdre. Il acheta un de ses esclaves et, avec la complicité de celui-ci, fit porter dans la maison de Turnus au cours de la nuit un grand nombre d'épées. Au petit matin, il fit venir les principaux chefs des Latins et leur dit que Turnus avait monté une conspiration pour s'emparer du pouvoir et fait le projet de l'assassiner, lui Tarquin, ainsi que les citoyens les plus influents des villes latines, et qu'à cet effet un grand nombre d'épées avaient été réunies chez lui. Ils se rendent chez Turnus et trouvent les épées ; Turnus est arrêté et l'assemblée des Latins, convaincue de sa culpabilité à la vue des épées, le condamne à mort. On lui applique, selon Tite-Live, un « nouveau genre de supplice » (nouo genere leti) : on dispose sur lui une claie chargée de pierres et on le noie de cette manière dans les eaux de la source consacrée à la déesse Ferentina. Selon Denys d'Halicarnasse, c'est dans une fosse (barathron) qu'il est précipité, et la fosse est ensuite comblée.
Turnus Herdonius était, selon la tradition, un rival d'Octavius Mamilius, de Tusculum, gendre de Tarquin, ce qui pouvait expliquer aussi l'hostilité du roi de Rome à son égard.

## Sources antiques
- Tite-Live, I, 50-52.
- Denys d'Halicarnasse, Antiquités romaines, 4, 45-48.